# Mossad
O Instituto de Inteligência e Operações Especiais (Hebraico:  המוסד למודיעין ולתפקידים מיוחדים ha-Mosád le-Modiʿín u-le-Tafkidím Meyuḥadím), popularmente conhecido como Mossad, é a agência de inteligência nacional de Israel. É uma das principais entidades da Comunidade de Inteligência de Israel, juntamente com AMAM (inteligência militar) e Shin Bet (segurança interna).
O Mossad é responsável pela coleta de informações, operações secretas e contraterrorismo. O seu diretor responde diretamente e apenas ao Primeiro-ministro de Israel. Seu orçamento anual é estimado em cerca de 10 bilhões de shekels (US$ 2,73 bilhões) e estima-se que empregue diretamente cerca de 7 000 pessoas, tornando-se uma das maiores agências de espionagem do mundo. Ao contrário de outros órgãos de segurança (como as Forças de Defesa de Israel ou a Agência de Segurança de Israel), seu propósito, objetivo, função, missão, poder ou orçamento não foram definidos em nenhuma lei.

## História
O Mossad foi formado em 13 de dezembro de 1949, como Instituto Central de Coordenação, por recomendação do então Primeiro-ministro de Israel, David Ben-Gurion, a Reuven Shiloah. Ben Gurion queria um órgão central para coordenar e melhorar a cooperação entre os serviços de segurança existentes - o departamento de inteligência do exército (AMAM), o Serviço de Segurança Interna (Shin Bet) e o "departamento político" do Ministério das Relações Exteriores.
Em março de 1951, foi reorganizado e incorporado ao gabinete do primeiro-ministro, reportando-se diretamente ao primeiro-ministro de Israel. Devido à responsabilidade do Mossad diretamente ao primeiro-ministro e não ao Knesset, o jornalista Ronen Bergman descreveu o Mossad como um "estado profundo".

## Organização

### Departamentos
A estrutura organizacional do Mossad é confidencial, mas vários de seus departamentos componentes podem ser identificados a partir de reportagens da mídia. Em 2002, a Federação de Cientistas Americanos listou os seguintes departamentos:
- Coleções: o maior departamento do Mossad, encarregado de realizar espionagem no exterior. Os funcionários do Departamento de Cobranças operam sob uma variedade de coberturas, incluindo diplomática e não oficial;
- Ação Política e Ligação: trabalha com serviços de inteligência estrangeiros aliados e nações que não têm relações diplomáticas normais com Israel;
- Departamento de Pesquisa: encarregado da produção de inteligência;
- Departamento de Tecnologia: desenvolve ferramentas para atividades do Mossad.

A mídia israelense também mencionou a Divisão Tzomet, que está envolvida no recrutamento e administração de agentes. A divisão foi comandada de 2006 a 2011 por Yossi Cohen e entre 2013 a 2019 por David Barnea, que mais tarde serviram como diretores do Mossad.

### Unidades Especiais

#### Metsada
Metsada supostamente dirige "pequenas unidades de combatentes" cujas missões incluem "assassinatos e sabotagens".

#### Kidon
O Kidon é uma unidade que pertence ao departamento de Caesarea (um dos oito departamentos do Mossad). É descrito pelo jornalista Yaakov Katz como "um grupo de elite de assassinos especializados que operam sob o ramo Caesarea da organização de espionagem. Não se sabe muito sobre esta misteriosa unidade, cujos detalhes são alguns dos segredos mais bem guardados da comunidade de inteligência israelense." Recruta ex-soldados das unidades de força especial das Forças de Defesa de Israel (FDI). Esta unidade faz parte da política de assassinatos de Israel, que de acordo com Ronen Bergman é uma política que Israel usou mais do que qualquer outro país no Ocidente desde a Segunda Guerra Mundial, afirmando que realizou pelo menos 2.700 missões de assassinato.

### Capital de risco
Mossad abriu um fundo de capital de risco em junho de 2017, para investir em startups de alta tecnologia para desenvolver novas tecnologias cibernéticas. Os nomes das startups de tecnologia financiadas pelo Mossad não são publicados.

## Lema
O antigo lema do Mossad, be-tachbūlōt ta`aseh lekhā milchāmāh (Hebraico: בתחבולות תעשה לך מלחמה), é uma citação da Bíblia (Provérbios 24:6): "Pois por orientação sábia você pode travar sua guerra". O lema foi alterado para outra passagem de Provérbios (11:14): be-'éyn tachbūlōt yippol `ām; ū-teshū`āh be-rov yō'éts (Hebraico: באין תחבולות יפול עם, ותשועה ברוב יועץ). Isso é traduzido pela Bíblia como: "Onde não há orientação, uma nação cai, mas na abundância de conselheiros há segurança."

## Diretores
- Reuven Shiloah, 1949–53
- Isser Harel, 1953–63
- Meir Amit, 1963–68
- Zvi Zamir, 1968–73
- Yitzhak Hofi, 1973–82
- Nahum Admoni, 1982–89
- Shabtai Shavit, 1989–96
- Danny Yatom, 1996–98
- Efraim Halevy, 1998–2002
- Meir Dagan, 2002–11
- Tamir Pardo, 2011–16
- Yossi Cohen, 2016–21
- David Barnea, 2021–presente

## Operações alegadas

### Operation Harpoon
Juntamente com Shurat HaDin, o Mossad iniciou a Operation Harpoon, para "destruir as redes de dinheiro dos terroristas".

### Sayanim
Sayanim (Hebraico: סייענים) são civis judeus não pagos que ajudam o Mossad por um sentimento de devoção a Israel. Eles são recrutados pelos agentes de campo do Mossad, Katsa, para fornecer apoio logístico às operações do Mossad. Um sayan dirigindo uma agência de aluguel, por exemplo, poderia ajudar os agentes do Mossad a alugar um carro sem a documentação usual. O uso de sayanim permite que o Mossad opere com um orçamento reduzido, mas conduza vastas operações em todo o mundo. Sayanim pode ter dupla cidadania, mas muitas vezes não são cidadãos israelenses.
O conceito sayanim foi criado por Meir Amit na década de 1960. De acordo com Gordon Thomas, havia 4 000 sayanim na Grã-Bretanha e cerca de 16.000 nos Estados Unidos em 1998.
Estudantes israelenses chamados bodlim são frequentemente usados como serviçais do Mossad.

### África

#### Egito
O espião do Mossad, Wolfgang Lotz, com cidadania da Alemanha Ocidental, infiltrou-se no Egito em 1957, e reuniu informações sobre locais de mísseis egípcios, instalações militares e indústrias. Ele também compôs uma lista de cientistas de foguetes alemães que trabalhavam para o governo egípcio e enviou a alguns deles cartas-bomba. Depois que o chefe de Estado da Alemanha Oriental fez uma visita de estado ao Egito, o governo egípcio deteve trinta cidadãos da Alemanha Ocidental como um gesto de boa vontade. Lotz, presumindo que havia sido descoberto, confessou suas atividades de espionagem na Guerra Fria.
Após um tenso confronto em 25 de maio de 1967 com o chefe da estação da CIA em Tel Aviv, John Hadden, que alertou que os Estados Unidos ajudariam a defender o Egito se Israel lançasse um ataque surpresa, o diretor do Mossad, Meir Amit, voou para Washington, D.C. para se encontrar com o Secretário de Defesa dos Estados Unidos, Robert McNamara, e relatou ao gabinete israelense que os Estados Unidos haviam dado a Israel "uma luz verde bruxuleante" para atacar.
Fornecimento de informações sobre a Força Aérea Egípcia para a Operação Focus, o ataque aéreo inicial da Guerra dos Seis Dias.
Operação Dâmocles - Uma campanha de assassinato e intimidação contra cientistas de foguetes alemães empregados pelo Egito na construção de mísseis.
Uma bomba enviada à fábrica de foguetes de Heliópolis matou cinco trabalhadores egípcios, supostamente enviados por Otto Skorzeny em nome do Mossad.
Heinz Krug, 49, chefe de uma empresa de Munique que fornece equipamento militar ao Egito, desapareceu em setembro de 1962 e acredita-se que tenha sido assassinado por Otto Skorzeny em nome do Mossad.

#### Marrocos
Em setembro de 1956, o Mossad estabeleceu uma rede secreta no Marrocos para contrabandear judeus marroquinos para Israel depois que foi imposta a proibição da imigração para Israel.
No início de 1991, dois agentes do Mossad se infiltraram no porto marroquino de Casablanca e plantaram um dispositivo de rastreamento no cargueiro Al-Yarmouk, que transportava uma carga de mísseis norte-coreanos com destino à Síria. O navio seria afundado pela Força Aérea Israelense, mas a missão foi posteriormente cancelada pelo então Primeiro-ministro de Israel, Yitzhak Rabin.

#### Tunísia
O assassinato em 1988 de Khalil al-Wazir (Abu Jihad), um dos fundadores do Fatah.
O suposto assassinato de Salah Khalaf, chefe da inteligência da Organização para a Libertação da Palestina (OLP) e segundo no comando do Fatah atrás de Yasser Arafat, em 1991.
O suposto assassinato em 2016 do agente do Hamas, Muhammad al-Zawahiri, na Tunísia. Al-Zawahiri, conhecido no escalão de segurança de Israel como O Engenheiro, era um engenheiro afiliado ao Hamas que supostamente estava construindo drones para o grupo. Ele foi baleado à queima-roupa.

#### Uganda
Para a Operação Entebbe em 1976, o Mossad forneceu informações sobre o Aeroporto Internacional de Entebbe e entrevistou extensivamente reféns que haviam sido libertados.

#### África do Sul
No final da década de 1990, depois que o Mossad foi avisado sobre a presença de dois agentes iranianos em Joanesburgo em uma missão para obter sistemas de armas avançados da Denel Aerospace Systems, um agente do Mossad foi enviado e se encontrou com um contato judeu local. Fazendo-se passar por inteligência sul-africana, eles sequestraram os iranianos, os levaram a um armazém e os espancaram e intimidaram antes de forçá-los a deixar o país.

#### Sudão
Após o atentado contra a AMIA em 1994, o maior atentado da história argentina, o Mossad começou a reunir informações para um ataque das Forças Especiais de Israel à embaixada iraniana em Cartum como retaliação. A operação foi cancelada devido ao temor de que outro ataque contra as comunidades judaicas em todo o mundo pudesse ocorrer como vingança. O Mossad também ajudou na Operação Moisés, a evacuação de judeus etíopes para Israel de uma região faminta do Sudão em 1984, também mantendo um relacionamento com o governo etíope.

### Américas

#### Argentina
Em 1960, o Mossad descobriu que o líder nazista Adolf Eichmann estava na Argentina. Uma equipe de cinco agentes do Mossad liderada por Shimon Ben Aharon entrou na Argentina e, por meio de vigilância, confirmou que ele morava lá sob o nome de Ricardo Klement. Ele foi sequestrado em 11 de maio de 1960 e levado para um esconderijo. Ele foi posteriormente contrabandeado para Israel, onde foi julgado e executado. A Argentina protestou contra o que considerou uma violação de sua soberania, e o Conselho de Segurança das Nações Unidas observou que "a repetição de atos como [este] envolveria uma violação dos princípios sobre os quais a ordem internacional é fundada, criando uma atmosfera de insegurança e desconfiança incompatível com a preservação da paz" ao mesmo tempo, reconhecendo que "Eichmann deve ser levado à justiça apropriada pelos crimes dos quais é acusado" e que "esta resolução não deve de forma alguma ser interpretada como apologia aos crimes odiosos dos quais Eichmann é acusado". O Mossad abandonou uma segunda operação, destinada a capturar Josef Mengele.

#### Estados Unidos
Durante a década de 1990, o Mossad descobriu um agente do Hezbollah operando dentro dos Estados Unidos a fim de adquirir materiais necessários para fabricar artefatos explosivo improvisado e outras armas. Em uma operação conjunta com a Inteligência dos EUA, o agente foi mantido sob vigilância na esperança de trair mais agentes do Hezbollah, mas acabou sendo preso.
O Mossad informou ao FBI e à CIA em agosto de 2001 que, com base em sua inteligência, cerca de 200 terroristas estavam entrando nos Estados Unidos e planejando "um grande ataque aos Estados Unidos". A agência de inteligência israelense alertou o FBI de que havia captado indícios de um "alvo em larga escala" nos Estados Unidos e que os americanos estariam "muito vulneráveis". No entanto, "não se sabe se as autoridades dos EUA consideraram o aviso crível ou se continha detalhes suficientes para permitir que as equipes antiterroristas apresentassem uma resposta". Um mês depois, terroristas atacaram o World Trade Center e o Pentágono no maior ataque terrorista da história.

#### Uruguai
O Mossad assassinou o colaborador nazista letão Herberts Cukurs em 1965.

### Ásia

#### Ásia Central e Ocidental
Um relatório publicado no site oficial do exército israelense em fevereiro de 2014 disse que os países do Oriente Médio que cooperam com Israel (Mossad) são os Emirados Árabes Unidos, Afeganistão, Azerbaijão, Bahrein e Arábia Saudita. O relatório afirmou que o Bahrein tem fornecido a Israel informações sobre organizações iranianas e palestinas. O relatório também destaca a crescente cooperação secreta com a Arábia Saudita, alegando que o Mossad está em contato direto com a inteligência saudita sobre o programa de energia nuclear do Irã.

#### Irã
Antes da Revolução Iraniana de 1978-79, a SAVAK (Organização de Segurança Nacional e Informação), a polícia secreta iraniana e o serviço de inteligência foram criados sob a orientação dos Estados Unidos e oficiais de inteligência israelenses em 1957. Depois que as relações de segurança entre os Estados Unidos e o Irã se distanciaram no início da década de 1960, o que levou a equipe de treinamento da CIA a deixar o Irã, o Mossad tornou-se cada vez mais ativo no Irã, "treinando o pessoal da SAVAK e realizando uma ampla variedade de operações conjuntas com a SAVAK".
Um oficial de inteligência dos Estados Unidos disse ao The Washington Post que Israel orquestrou a deserção do general iraniano Ali Reza Askari em 7 de fevereiro de 2007. Isso foi negado pelo porta-voz israelense Mark Regev. O The Sunday Times relatou que Askari era um ativo do Mossad desde 2003 e saiu apenas quando seu disfarce estava prestes a ser descoberto.
O Ministro do Ministério da Inteligência e da Segurança Nacional, Heydar Moslehi, acusou o Mossad de planos de assassinato e assassinatos de físicos iranianos em 2010. Os relatórios observaram que tais informações ainda não foram comprovadas de forma evidente. A TV estatal iraniana transmitiu uma confissão declarada de Majid Jamali-Fashi, um iraniano que alegou ter visitado Israel para ser treinado pelo Mossad.
O Le Figaro afirmou que o Mossad possivelmente estava por trás de uma explosão na base militar Imam Ali da Guarda Revolucionária Iraniana, em 12 de outubro de 2011. A explosão na base matou 18 e feriu outras 10. Entre os mortos estava também o general Hassan Tehrani Moghaddam, que serviu como comandante do programa de mísseis da Guarda Revolucionária e foi uma figura crucial na construção do programa de mísseis de longo alcance do Irã. Acredita-se que a base armazene mísseis de longo alcance, incluindo o Shahab-3, e também possui hangares. É uma das bases militares mais seguras do Irã.
Mossad foi acusado de assassinar Masoud Alimohammadi, Ardeshir Hosseinpour, Majid Shahriari, Darioush Rezaei-Nejad, e Mostafa Ahmadi-Roshan; cientistas envolvidos no programa nuclear iraniano. Também é suspeito de estar por trás da tentativa de assassinato do cientista nuclear iraniano Fereydoon Abbasi. Meir Dagan, que atuou como diretor do Mossad de 2002 a 2009, embora não assumisse o crédito pelos assassinatos, elogiou-os em entrevista a um jornalista, dizendo que "a remoção de cérebros importantes" do projeto nuclear iraniano alcançou as chamadas "deserções brancas", assustando outros cientistas nucleares iranianos a ponto de solicitar que fossem transferidos para projetos civis.
No início de fevereiro de 2012, o diretor do Mossad, Tamir Pardo, reuniu-se com autoridades da Agência de Segurança Nacional em Washington, D.C. para sondá-los sobre possíveis reações americanas no caso de Israel atacar o Irã apesar das objeções dos Estados Unidos.
Em 2018, o Mossad se infiltrou no arquivo nuclear secreto do Irã em Teerã e contrabandeou mais de 100 000 documentos e arquivos de computador para Israel. Os documentos e arquivos mostraram que o Projeto AMAD iraniano visava desenvolver armas nucleares. Israel compartilhou a informação com seus aliados, incluindo países europeus e os Estados Unidos.

#### Iraque
Assistência na deserção e resgate da família de Munir Redfa, um piloto iraquiano que desertou e voou em seu MiG-21 para Israel em 1966: Operação Diamante. Toda a família de Redfa também foi contrabandeada com sucesso do Iraque para Israel. Informações anteriormente desconhecidas sobre o MiG-21 foram posteriormente compartilhadas com os Estados Unidos.
Operação Esfinge – entre 1978 e 1981, obteve informações altamente confidenciais sobre o reator nuclear de Osirak, no Iraque, ao recrutar um cientista nuclear iraquiano na França.
Operação Bramble Bush – na década de 1990, o Mossad começou a explorar locais no Iraque onde Saddam Hussein poderia ser emboscado por comandos Sayeret Matkal inseridos no Iraque a partir da Jordânia. A missão foi cancelada devido à Operação Raposa do Deserto e ao processo de paz árabe-israelense em andamento.

#### Jordânia
No que se acredita ter sido uma ação de represália a um atentado suicida do Hamas em Jerusalém em 30 de julho de 1997 que matou 16 israelenses, Benjamin Netanyahu autorizou uma operação contra Khalid Meshal, o representante do Hamas na Jordânia. Em 25 de setembro de 1997, Mashal foi injetado no ouvido com uma toxina (que se acredita ser um derivado do opiáceo sintético Fentanil chamado Levofentanyl). As autoridades jordanianas prenderam dois agentes do Mossad se passando por turistas canadenses e prenderam outros seis na embaixada israelense. Em troca de sua libertação, um médico israelense teve que voar para Amã e entregar um antídoto para Mashal. As consequências do assassinato fracassado acabaram levando à libertação de xeque Ahmed Yassin, o fundador e líder espiritual do movimento Hamas, e dezenas de prisioneiros do Hamas. Netanyahu voou para Amã em 29 de setembro para se desculpar pessoalmente com o rei Hussein, mas foi recebido pelo irmão do rei, o príncipe herdeiro Hassan.

#### Líbano
O envio de cartas-bomba ao membro da Frente Popular para a Libertação da Palestina (PFLP) Bassam Abu Sharif em 1972. Sharif foi gravemente ferido, mas sobreviveu.
O assassinato do escritor palestino e líder da PFLP Ghassan Kanafani por um carro-bomba em 1972.
O fornecimento de inteligência e assistência operacional no ataque das forças especiais da Operação Primavera da Juventude de 1973 a Beirute.
O assassinato seletivo de Ali Hassan Salameh, o líder da Organização Setembro Negro, em 22 de janeiro de 1979 em Beirute por um carro-bomba.
Fornecendo inteligência para o assassinato de Abbas al-Musawi, secretário-geral do Hezbollah, no sul do Líbano em 1992.
Supostamente matou Jihad Ahmed Jibril, líder da ala militar da Frente Popular para a Libertação da Palestina - Comando Geral (PFLP-GC), em Beirute em 2002.
Supostamente matou Ali Hussein Saleh, membro do Hezbollah, em Beirute em 2003.
Supostamente matou Ghaleb Awwali, um alto funcionário do Hezbollah, em Beirute em 2004.
Supostamente matou Mahmoud al-Majzoub, um líder da Jihad Islâmica Palestina, em Sidon em 2006.
O Mossad era suspeito de estabelecer uma grande rede de espionagem no Líbano, recrutada entre drusos, cristãos e comunidades muçulmanas sunitas e funcionários do governo libanês, para espionar o Hezbollah e seus conselheiros da Guarda Revolucionária Iraniana. Alguns supostamente estão ativos desde a Guerra do Líbano de 1982. Em 2009, os Serviços de Segurança Libaneses, apoiados pela unidade de inteligência do Hezbollah e trabalhando em colaboração com a Síria, o Irã e possivelmente a Rússia, lançaram uma grande repressão que resultou na prisão de cerca de 100 supostos espiões "trabalhando para Israel". Anteriormente, em 2006, o exército libanês descobriu uma rede que supostamente assassinou vários líderes libaneses e palestinos em nome da agência de inteligência israelense Mossad.

#### Palestina
Caesarea tentou por muitos anos assassinar o líder da Organização para a Libertação da Palestina, Yasser Arafat, um trabalho posteriormente incumbido pelo Ministro da Defesa de Israel, Ariel Sharon, de uma força-tarefa de operações especiais militares chamada "Salt Fish", mais tarde renomeada como "Operation Goldfish", especialmente criado para a tarefa de assassinar Arafat, com Ronan Bergman sugerindo que Israel usou envenenamento por radiação para matar Yasser Arafat.

#### Síria
Eli Cohen se infiltrou nos mais altos escalões do governo sírio, era amigo íntimo do presidente sírio e foi considerado para o cargo de Ministro da Defesa. Ele deu a seus treinadores um plano completo das defesas sírias nas colinas de Golã, a ordem de batalha das Forças Armadas sírias e uma lista completa do inventário de armas do Exército sírio. Ele também ordenou o plantio de árvores em todas as posições fortificadas sírias sob o pretexto de proteger os soldados, mas as árvores na verdade serviram como marcadores de alvo para as Forças de Defesa de Israel. Ele foi descoberto pela inteligência soviética e síria, julgado em segredo e executado publicamente em 1965. Suas informações desempenharam um papel crucial durante a Guerra dos Seis Dias.
Em 1 de abril de 1978, 12 militares sírios e funcionários do serviço secreto foram mortos por um sofisticado dispositivo de escuta israelense plantado no principal cabo telefônico entre Damasco e a Jordânia.
A suposta morte do general Anatoly Kuntsevich, que desde o final da década de 1990 era suspeito de ajudar os sírios na fabricação do gás nervoso VX, em troca do qual recebeu enormes quantias de dinheiro do governo sírio. Em 3 de abril de 2002, Kuntsevich morreu misteriosamente durante uma viagem de avião, em meio a alegações de que o Mossad era o responsável.
O suposto assassinato de Izz El-Deen Sheikh Khalil, um membro sênior da ala militar do Hamas, em uma armadilha automobilística em setembro de 2004 em Damasco.
A descoberta de um reator nuclear sendo construído na Síria como resultado da vigilância do Mossad de funcionários sírios trabalhando sob o comando de Muhammad Suleiman. Como resultado, o reator nuclear sírio foi destruído pela Força Aérea Israelense em setembro de 2007.
O suposto assassinato de Muhammad Suleiman, chefe do programa nuclear da Síria, em 2008. Suleiman estava em uma praia em Tartus e foi morto por um atirador atirando de um barco.
Em 25 de julho de 2007, o depósito de armas químicas de Al-Safir explodiu, matando 15 sírios e 10 engenheiros iranianos. As investigações sírias culparam a sabotagem israelense.
O suposto assassinato de Imad Mughniyah, um líder sênior do Hezbollah cúmplice no atentado à bomba da embaixada dos Estados Unidos em 1983, com uma explosão de encosto de cabeça em Damasco em 2008.
O corpo em decomposição de Yuri Ivanov, vice-chefe do Departamento Central de Inteligência (GRU), o serviço de inteligência militar estrangeiro da Rússia, foi encontrado em uma praia turca no início de agosto de 2010, em meio a alegações de que o Mossad pode ter desempenhado um papel. Ele havia desaparecido enquanto estava perto de Lataquia, na Síria.
O Mossad foi acusado de estar por trás do assassinato de Aziz Asbar, um importante cientista sírio responsável pelo desenvolvimento de foguetes de longo alcance e programas de armas químicas. Ele foi morto em um carro-bomba em Massiafe em 5 de agosto de 2018.

#### Emirados Árabes Unidos
O Mossad é suspeito de matar Mahmoud al-Mabhouh, um alto comandante militar do Hamas, em janeiro de 2010 em Dubai, Emirados Árabes Unidos. Estima-se que a equipe que executou o assassinato, com base em circuito fechado de televisão e outras evidências, consistia em pelo menos 26 agentes viajando com passaportes falsos. Os operativos entraram no quarto de hotel de al-Mabhouh, onde Mabhouh foi submetido a choques elétricos e interrogado. A porta de seu quarto teria sido trancada por dentro. Embora a polícia dos Emirados Árabes Unidos e o Hamas tenham declarado Israel responsável pelo assassinato, nenhuma evidência direta ligando o Mossad ao crime foi encontrada. Os passaportes falsos dos agentes incluíam seis passaportes britânicos, clonados de cidadãos britânicos reais residentes em Israel e suspeitos por Dubai, cinco passaportes irlandeses, aparentemente falsificados de indivíduos vivos, passaportes australianos falsificados que levantaram temores de represálias contra vítimas inocentes de roubo de identidade, um passaporte alemão genuíno e um passaporte francês falso. A polícia dos Emirados diz ter impressões digitais e evidências de DNA de alguns dos agressores, bem como exames de retina de 11 suspeitos registrados no Aeroporto Internacional de Dubai. O chefe da polícia de Dubai disse "agora tenho certeza absoluta de que foi o Mossad", acrescentando: "Apresentei ao promotor (de Dubai) um pedido de prisão do (Primeiro-ministro de Israel Benjamin) Netanyahu e do chefe do Mossad", pelo assassinato.

#### Índia
Uma história do Rediff em 2003 revelou que o Mossad tinha ligações clandestinas com a Research and Analysis Wing (R&AW), a agência de inteligência externa da Índia. Quando o R&AW foi fundado em setembro de 1968 por Rameshwar Nath Kao, ele foi aconselhado pela então Primeira-Ministra Indira Gandhi a cultivar laços com o Mossad. Isso foi sugerido como uma contramedida às ligações militares entre o Paquistão e a China, bem como com a Coreia do Norte. Israel também estava preocupado com o fato de oficiais do exército paquistanês estarem treinando líbios e iranianos no manuseio de equipamentos militares chineses e norte-coreanos.
O Paquistão acreditava que as relações de inteligência entre a Índia e Israel ameaçavam a segurança paquistanesa. Quando jovens turistas israelenses começaram a visitar o Vale de Caxemira no início da década de 1990, o Paquistão suspeitou que fossem oficiais do exército israelense disfarçados para ajudar as forças de segurança indianas em operações antiterroristas. Turistas israelenses foram atacados, com um morto e outro sequestrado. A pressão da diáspora muçulmana da Caxemira nos Estados Unidos levou à sua libertação. Os muçulmanos da Caxemira temiam que os ataques pudessem isolar a comunidade judaica americana e resultar em lobby junto ao governo dos Estados Unidos contra grupos separatistas da Caxemira.
O India Today informou que os dois apartamentos eram esconderijos do R&AW usados como frentes operacionais para agentes do Mossad e abrigavam o chefe da estação do Mossad entre 1989 e 1992. O R&AW teria decidido ter laços mais estreitos com o Mossad, e a operação secreta subsequente foi aprovada pelo então Primeiro-Ministro Rajiv Gandhi. O jornal cita "insiders do R&AW" dizendo que agentes do R&AW esconderam um agente do Mossad com passaporte argentino e trocaram inteligência e experiência em operações, incluindo negociações para a libertação de um turista israelense pelos militantes da Frente de Libertação de Jammu e Caxemira em junho de 1991. Questionado sobre o caso, K. C. Verma se recusou a falar sobre as empresas, mas afirmou que seu relacionamento com elas era puramente profissional. Raman afirmou: "Às vezes, as agências de espionagem lançam empresas por razões operacionais. Tudo o que posso dizer é que tudo foi feito com a aprovação do governo. Os arquivos foram liberados pelo então primeiro-ministro Rajiv Gandhi e seu secretário de gabinete. Balachandran afirmou: "É verdade que fizemos um grande número de operações, mas em todas as etapas mantivemos o Secretariado do Gabinete e o primeiro-ministro informados."
Em novembro de 2015, o The Times of India informou que agentes do Mossad e do MI5 estavam protegendo o primeiro-ministro Narendra Modi durante sua visita à Turquia. Modi estava em visita de estado ao Reino Unido e estava programado para participar da Cúpula do G20 de 2015 em Antália, Turquia. O jornal informou que os agentes foram chamados para fornecer cobertura adicional ao destacamento de segurança de Modi, composto pelo Grupo de Proteção Especial da Índia e agentes secretos do R&AW e do IB, após os ataques de novembro de 2015 em Paris.

#### Malásia
Em 2018, o Hamas e a família do engenheiro e professor universitário Fadi Mohammad al-Batsh, baseado na Malásia, acusaram o Mossad de assassiná-lo. Em abril de 2018, al-Batsh foi morto a tiros por dois homens em uma motocicleta em Kuala Lumpur. O vice-primeiro-ministro da Malásia, Ahmad Zahid Hamidi, descreveu os suspeitos como europeus com ligações a uma agência de inteligência estrangeira não identificada. Em resposta, o Ministro da Defesa de Israel, Avigdor Lieberman, negou que o Mossad estivesse envolvido no assassinato de al-Batsh e sugeriu que sua morte foi resultado de uma disputa interna palestina. O Hamas também divulgou uma declaração descrevendo Batsh como um "mártir" e "cientista distinto que contribuiu amplamente para o setor de energia".
Em outubro de 2022, o New Straits Times e a Al Jazeera Arabic relataram que vários agentes malaios do Mossad tentaram sequestrar dois especialistas em computação palestinos em Kuala Lumpur no final de setembro de 2022. Embora tenham conseguido sequestrar um dos homens, o segundo escapou e alertou a polícia da Malásia. Os agentes supostamente ajudaram os funcionários do Mossad por meio de videochamada a interrogar e espancar seu prisioneiro, que foi questionado sobre a programação de computadores e os recursos de software do Hamas e suas Brigadas Izz ad-Din al-Qassam. Com a ajuda do segundo homem palestino, a polícia da Malásia conseguiu rastrear as placas dos carros até uma casa onde os supostos sequestradores foram presos e o homem foi libertado. De acordo com a Al Jazeera Arabic, uma "fonte malaia bem-informada" afirmou que uma investigação descobriu uma célula secreta do Mossad de 11 membros na Malásia que estava envolvida na espionagem de sites importantes, incluindo aeroportos, empresas eletrônicas do governo e no rastreamento de ativistas palestinos. Esta célula do Mossad supostamente consistia em cidadãos da Malásia que receberam treinamento na Europa.

#### Coreia do Norte
O Mossad pode ter estado envolvido na explosão de Ryongchon em 2004, onde vários cientistas nucleares sírios que trabalhavam nos programas de armas nucleares sírio e iraniano foram mortos e um trem que transportava material físsil foi destruído.

#### Paquistão
Em um artigo de notícias de setembro de 2003, foi alegado pela Rediff News que o general Pervez Musharraf, então presidente do Paquistão, decidiu estabelecer uma relação clandestina entre a Inter-Services Intelligence (ISI) e o Mossad por meio de oficiais dos dois serviços postados em suas embaixadas em Washington, D.C.

#### Sri Lanka
O Mossad ajudou tanto o Sri Lanka quanto o Tigres Tâmeis (Eelam). O agente do Mossad, Victor Ostrovsky, afirmou que o Mossad treinou tanto as Forças Armadas do Sri Lanka quanto os Tigres Tâmeis, mantendo os dois separados. Ravi Jayawardene, chefe da Força-Tarefa Especial (STF), visitou Israel em 1984 e se inspirou nos assentamentos israelenses nos Territórios palestinianos para formar assentamentos cingaleses armados em áreas estratégicas de fronteira das províncias do norte e do leste, dominadas pelo tâmil.

### Europa

#### Áustria
Em 1954, depois que o Mossad recebeu informações de que um oficial israelense que tinha acesso a tecnologias militares classificadas, o major Alexander Israel, havia abordado autoridades egípcias na Europa e se oferecido para vender segredos e documentos militares israelenses, uma equipe de oficiais do Mossad e do Shin Bet foi rapidamente enviada à Europa para localizá-lo e sequestrá-lo, e o localizou em Viena. A missão recebeu o codinome Operação Bren. Uma agente conseguiu atraí-lo para uma reunião por meio de uma operação de armadilha de mel, e ele foi posteriormente sequestrado, sedado e levado para Israel a bordo de um avião militar israelense que o esperava. No entanto, o avião teve que fazer várias paradas para reabastecimento e ele recebeu uma dose adicional de sedativos a cada vez, o que acabou causando uma overdose, matando-o. Ao chegar a Israel, depois que foi descoberto que ele estava morto, ele foi enterrado no mar, e o caso permaneceu altamente confidencial por décadas.

#### Bélgica
O Mossad é acusado de ser responsável pela morte do engenheiro canadense e especialista em balística Gerald Bull em 22 de março de 1990. Ele foi baleado várias vezes na cabeça do lado de fora de seu apartamento em Bruxelas. Bull estava na época trabalhando para o Iraque na superarma do Projeto Babilônia.

#### Chipre
O assassinato de Hussein Al Bashir em Nicósia, Chipre, em 1973, em relação ao Massacre de Munique.

#### França
O Mossad supostamente ajudou o serviço de segurança interna do Marrocos no desaparecimento do político dissidente Mehdi Ben Barka em 1965.
Projeto Cherbourg - Operação Noa, o contrabando de 1969 de cinco barcos mísseis Sa'ar de 3 classes de Cherbourg.
O assassinato de Mahmoud Hamshari, coordenador do Massacre de Munique, com a explosão de um telefone em seu apartamento em Paris em 1972.
O assassinato de Basil Al-Kubaissi, que esteve envolvido no Massacre de Munique, em Paris em 1973.
O assassinato de Mohammad Boudia, membro da Frente Popular para a Libertação da Palestina, em Paris em 1973.
Em 5 de abril de 1979, acredita-se que agentes do Mossad tenham provocado uma explosão que destruiu 60% dos componentes que estavam sendo construídos em Toulouse para um reator iraquiano. Embora uma organização ambiental, Groupe des écologistes français, inédito antes deste incidente, reivindicou o crédito pela explosão, a maioria das autoridades francesas desconsidera a afirmação. O próprio reator foi posteriormente destruído por um ataque aéreo israelense em 1981.
O suposto assassinato de Zuheir Mohsen, um membro pró-Síria da Organização para a Libertação da Palestina (OLP), em 1979.
O assassinato de Yehia El-Mashad, chefe do programa de armas nucleares do Iraque, em 1980.
O suposto assassinato de Atef Bseiso, um alto oficial de inteligência da OLP, em Paris em 1992. A polícia francesa acredita que uma equipe de assassinos seguiu Atef Bseiso de Berlim, onde a primeira equipe se conectou com outra equipe para cercá-lo em frente a um hotel na margem esquerda, onde recebeu três tiros na cabeça à queima-roupa.

#### Alemanha
A Operação Plumbat (1968) foi uma operação do Lekem-Mossad para promover o programa nuclear de Israel. O cargueiro alemão Scheersberg A desapareceu a caminho de Antuérpia para Gênova junto com sua carga de 200 toneladas de bolo amarelo, após supostamente ter sido transferido para um navio israelense.
O envio de carta-bomba durante a campanha de assassinato. Alguns desses ataques não foram fatais. Seu propósito pode não ter sido matar o receptor. Uma carta-bomba do Mossad levou o fugitivo criminoso de guerra nazista Alois Brunner a perder quatro dedos da mão direita em 1980.
O suposto assassinato seletivo de Wadie Haddad, usando chocolate envenenado. Haddad morreu em 28 de março de 1978, na República Democrática Alemã, supostamente de leucemia. De acordo com o livro Striking Back, publicado por Aaron Klein em 2006, Haddad foi eliminado pelo Mossad, que enviou chocolates belgas a Haddad, amante de chocolate, revestidos com um veneno indetectável e de ação lenta que o levou à morte vários meses depois. "Levou alguns longos meses para morrer", disse Klein no livro.
O Mossad descobriu que o Hezbollah havia recrutado um cidadão alemão chamado Steven Smyrek e que ele estava viajando para Israel. Em uma operação conduzida pelo Mossad, a CIA, a agência de segurança interna alemã Bundesamt für Verfassungsschutz (BfV) e a agência de segurança interna israelense Shin Bet, Smyrek foi mantido sob vigilância constante e preso assim que desembarcou em Israel.

#### Grécia
O assassinato de Zaiad Muchasi, representante do Fatah no Chipre, por uma explosão em seu quarto de hotel em Atenas em 1973.

#### Irlanda
O assassinato de Mahmoud Al-Mabhouh – um alto comandante militar do Hamas – em Dubai, 2010, era suspeito de ser obra do Mossad, e havia oito passaportes irlandeses (seis dos quais foram usados) obtidos de forma fraudulenta pela embaixada israelense em Dublin, Irlanda, para uso por supostos agentes do Mossad na operação. O governo irlandês ficou furioso com o uso de passaportes irlandeses, convocou o embaixador israelense para uma explicação e expulsou o diplomata israelense considerado responsável de Dublin, após uma investigação. Um dos passaportes foi registrado em uma residência em Pembroke Road, Ballsbridge, na mesma rua da embaixada de Israel. A casa estava vazia quando foi revistada posteriormente, mas as autoridades irlandesas suspeitaram que ela havia sido usada como esconderijo do Mossad no passado. Mossad é relatado para ter uma relação de trabalho com o serviço de inteligência militar irlandês e já havia informado as autoridades irlandesas sobre remessas de armas do Oriente Médio para a Irlanda para uso por militantes republicanos dissidentes, resultando em sua interceptação e prisões.

#### Itália
O assassinato de Wael Zwaiter, considerado membro do Setembro Negro.
Em 1986, o Mossad usou um agente secreto para atrair Mordechai Vanunu do Reino Unido para a Itália em uma operação no estilo armadilha de mel onde ele foi sequestrado e devolvido a Israel, onde foi julgado e considerado culpado de traição por causa de seu papel na exposição das armas nucleares de Israel.

#### Malta
O assassinato de Fathi Shiqaqi, um líder do Movimento da Jihad Islâmica na Palestina, foi baleado várias vezes na cabeça em 1995 em frente ao Diplomat Hotel em Sliema, Malta.

#### Noruega
Em 21 de julho de 1973, Ahmed Bouchiki, um garçom marroquino em Lillehammer, na Noruega, foi morto por agentes do Mossad. Ele havia sido confundido com Ali Hassan Salameh, um dos líderes do Setembro Negro, grupo palestino responsável pelo Massacre de Munique, que havia se abrigado na Noruega. Os agentes do Mossad usaram passaportes canadenses falsos, o que irritou o governo canadense. Seis agentes do Mossad foram presos e o incidente ficou conhecido como o Caso Lillehammer. Posteriormente, Israel pagou uma indenização à família de Bouchiki.

#### Sérvia
Israel forneceu armas aos sérvios durante a Guerra da Bósnia, possivelmente devido ao viés pró-sérvio do governo da época, ou possivelmente em troca da imigração da comunidade judaica de Sarajevo para Israel. O Mossad supostamente foi responsável por fornecer armas a grupos sérvios.

#### Suíça
Em fevereiro de 1998, cinco agentes do Mossad foram pegos grampeando a casa de um agente do Hezbollah em um subúrbio de Berna. Quatro agentes foram libertados, mas o quinto foi julgado, considerado culpado, condenado a um ano de prisão e, após sua libertação, foi proibido de entrar na Suíça por cinco anos.

#### Reino Unido
Em 1984, agentes do Mossad foram pegos tentando sequestrar o político nigeriano Umaru Dikko de Londres. Em 4 de julho de 1984, funcionários da alfândega do Aeroporto de Londres Stansted descobriram Dikko em uma caixa prestes a ser transportada para a Nigéria. Os agentes Alexander Barak, Felix Abithol e o anestesista Dr. Levi-Arie Shapiro foram condenados a penas de prisão entre dez e quatorze anos.
Em 1986, uma bolsa contendo oito passaportes britânicos falsificados foi descoberta em uma cabine telefônica na Alemanha Ocidental. Os passaportes tinham sido obra do Mossad e destinavam-se à Embaixada de Israel em Londres para uso em operações secretas. O governo britânico, furioso, exigiu que Israel prometesse não falsificar seus passaportes novamente, o que foi obtido.
Em 15 de junho de 1988, após o julgamento e condenação de um estudante de pós-graduação palestino que estudava na Universidade de Hull, Ismail Sowan, dois agentes do Mossad foram expulsos do Reino Unido. Sowan foi encontrado em posse de um grande esconderijo de armas e foi condenado a onze anos de prisão. Durante seu julgamento, foi revelado que ele havia trabalhado para o Mossad por dez anos. Os agentes do Mossad, Arie Regev e Jacob Barad, eram os controladores de Sowan. Eles não informaram o MI6 sobre as atividades de Sowan e sabiam que um palestino, Abd al-Rahim Mustapha, que se acredita estar envolvido no assassinato de Naji al-Ali, havia entrado ilegalmente no país.
A estação do Mossad no Reino Unido permaneceu fechada até o atentado de 1994 à Embaixada de Israel em Londres.

#### Ucrânia
Em fevereiro de 2011, um engenheiro palestino, Dirar Abu Seesi, foi supostamente puxado de um trem por agentes do Mossad a caminho da capital Kiev, de Carcóvia. Ele planejava solicitar a cidadania ucraniana e reapareceu em uma prisão israelense apenas três semanas após o incidente.

### Oceania

#### Nova Zelândia
Em julho de 2004, a Nova Zelândia impôs sanções diplomáticas a Israel por causa de um incidente no qual dois israelenses residentes na Austrália, Uriel Kelman e Eli Cara, que supostamente trabalhavam para o Mossad, tentaram obter passaportes neozelandeses de forma fraudulenta alegando a identidade de uma pessoa com deficiência grave. O Ministro das Relações exteriores de Israel, Silvan Shalom, mais tarde se desculpou com a Nova Zelândia por suas ações. A Nova Zelândia cancelou vários outros passaportes que se acredita terem sido obtidos por agentes israelenses. Kelman e Cara cumpriram metade de suas sentenças de seis meses e, após a libertação, foram deportados para Israel. Acredita-se que dois outros, um israelense, Ze'ev Barkan, e um neozelandês, David Reznick, tenham sido o terceiro e o quarto homens envolvidos no caso do passaporte, mas ambos conseguiram deixar a Nova Zelândia antes de serem presos.

## Na cultura popular

### Filmes (incluindo filmes feitos para a televisão)
- Os filmes Sword of Gideon (1986) e Munique (2005), retratam a retaliação dos agentes do Mossad contra o Setembro Negro após os eventos das Olimpíadas de Munique em 1972;
- The Impossible Spy (1987) é um filme de TV sobre a vida do principal espião do Mossad, Eli Cohen;
- No filme Swordfish (2001), acredita-se que o personagem principal Gabriel Shear (interpretado por John Travolta) seja um agente do Mossad;
- The Red Sea Diving Resort (2019) é vagamente baseado nos eventos da Operação Moisés e da Operação Joshua (conjuntamente referidos como Operação Irmãos), nos quais judeus etíopes foram secretamente transferidos de campos de refugiados no Sudão para Israel;
- The House on Garibaldi Street (1979) e Operation Finale (2018) filmes sobre a exfiltração do Mossad do criminoso de guerra nazista Adolf Eichmann da Argentina.

### Literatura
- No romance Honor Among Thieves (1993), de Jeffrey Archer, a protagonista feminina é uma agente do Mossad;
- No livro 4 da série Gray Man de Mark Greaney, Dead Eye, Mossad e a CIA fazem parceria para capturar o ex-agente de operações negras mais temido e letal do mundo, Courtland Gentry;
- A série de romances de espionagem de Daniel Silva é centrada no agente e assassino fictício do Mossad, Gabriel Allon. O termo "Mossad" nunca é usado nos romances, mas o protagonista é descrito como trabalhando para o serviço de inteligência de Israel (ao qual os personagens se referem simplesmente como "O Escritório");
- O romance de John le Carré, The Little Drummer Girl (1983), descreve uma operação fictícia do Mossad contra terroristas palestinos;
- O romance de Frederick Forsyth, The Fist of God, descreve o funcionamento interno de várias divisões do Mossad.

### Televisão
- Tehran (2020–presente) é uma série de televisão de suspense e espionagem sobre um agente do Mossad trabalhando disfarçado no Irã;
- The Blacklist (2013–presente), a agente do Mossad Samar Navabi (interpretada por Mozhan Marnò) é um dos personagens secundários;
- Covert Affairs (2010–2015), o agente do Mossad Eyal Lavin é um personagem recorrente;
- NCIS (2005–presente), o Mossad desempenhou um papel instrumental. A presença do Mossad inclui um dos personagens principais, a agente Ziva David (interpretada por Cote de Pablo), que é uma ex-agente do Mossad. Ela originalmente ocupou o cargo de ligação do Mossad com o NCIS, até o final da 7ª temporada, quando se tornou uma agente do NCIS em tempo integral. Seu pai, Eli David (interpretado por Michael Nouri), era o diretor do Mossad. Muitos outros personagens foram incluídos no show do Mossad, incluindo Michael Rivkin (interpretado por Merik Tadros) e Ari Haswari (interpretado por Rudolf Martin). Alguns episódios do show aconteceram em Israel;
- The Spy (2019) é uma minissérie de televisão na web sobre a vida do principal espião do Mossad, Eli Cohen.